# Грум-Гржимайло, Тамара Николаевна
Тамара Николаевна Грум-Гржимайло (6 сентября 1929, Харьков — 17 июля 2007, Москва) — журналист и музыкальный критик.

## Биография
Родилась в семье штурмана-испытателя Н. Н. Неелова (1907—1982), окончила музыкальную школу. С 1948 года жила в Москве.
Окончила в 1953 году Московскую государственную консерваторию им. П. И. Чайковского (класс фортепиано Г. Р. Гинзбурга) и аспирантуру Российской академии музыки им. Гнесиных по специальности «История и теория музыкально-исполнительского искусства». Член Союза журналистов и Международного союза музыкальных деятелей, сопредседатель Союза литераторов России.
Автор более 2000 публикаций в ряде изданий «Литературной газете», газетах «Культура», «Комсомольская правда», «Вечерняя Москва», в журналах «Огонёк», «Родина», «Свой» и многих других в отечественных и зарубежных изданиях, это очерки, рецензии, исторические исследования, сценарий, интервью, рассказы, фельетоны, и биографическая проза. Ею написано 13 книг, среди них как популярные издания, выходившие большими тиражами, так и специальные музыкально-биографические работы.
Государственный стипендиат России по категории: «Выдающиеся деятели культуры и искусства» в 1997—1999 гг. Лауреат литературной премии «Словесность» (2006).
Похоронена на Домодедовском кладбище.

## Сочинения
- О музыкальном исполнительстве, 1965 г.
- Вопросы музыкально-исполнительского искусства. Выпуск 4 Сборник (Другие авторы Татьяна Гайдамович, Виктор Юзефович) Издательство: Музыка, 1967 г. Тираж: 3560 экз.
- Об искусстве дирижера. Москва : Знание, 1973.
- Музыка и драма. Москва : Знание, 1975.
- Большой театр СССР, Москва, 1976
- Искусство фортепиано. Москва : Знание, 1979.
- Музыкальное исполнительство. Москва: Знание, 1984 г. Тираж: 66000 экз.
- Советская музыка. Москва. Издательство агентства печати «Новости» 1985. Переведена на 5 языков.
- О Шостаковиче. Москва. : Знание, 1990. ISBN 5-07-001513-3
- Ростропович и его современники Издательство: Агар, 1997 г. ISBN 5-89218-048-4 Тираж: 7500 экз.
- Конкурс Чайковского: История. Лица. События: Пристрастные заметки. Москва : Грантъ, 1998. ISBN 5-89135-030-7
- Владимир Крайнев Серия: Мастера исполнительского искусства Издательство: Музыка, 2004 г. ISBN 5-7140-0216-4 Тираж: 2000 экз.
- Спиваков на грани веков. События. Размышления. Диалоги. — Пекин: Восток, 2004. — 350 с. — На китайском языке
- Слава и Галина. Симфония жизни Издательство: Вагриус, 2007 г. ISBN 978-5-9697-0394-0 Тираж: 5000 экз.

## Награды
- Благодарность Министра культуры Российской Федерации (22 октября 2003 года) — за большой личный вклад в пропаганду классической музыки в Самарской области[3]